# Hydrocoloeus
Hydrocoloeus is een geslacht van vogels uit de familie meeuwen (Laridae). Het geslacht telt één soort.

## Soorten
- Hydrocoloeus minutus – Dwergmeeuw